# 11321 Tosimatumoto
11321 Tosimatumoto este un asteroid din centura principală de asteroizi.

## Descriere
11321 Tosimatumoto este un asteroid din centura principală de asteroizi. A fost descoperit pe 21 februarie 1995 la Geisei de Tsutomu Seki. Asteroidul prezintă o orbită caracterizată de o semiaxă mare de 3,02 ua, o excentricitate de 0,08 și o înclinație de 9,5° în raport cu ecliptica.